# كارانوس
كارانوس (باليونانية: Κάρανος) هو ابن فيليب، وأخ غير شقيق للإسكندر الأكبر.

## نبذة
كان يُعتقد أن والدته كليوباترا يوريديس، وبالتالي كان كارانوس رضيعًا وقت وفاته. حيث أنجبت كليوباترا يوريديس ابنتها يوروبا، قبل وفاته بوقت قصير في أكتوبر 336 قبل الميلاد. ومع ذلك، نظرًا لأن التاريخ المحتمل لزواج فيليب وكليوباترا كان ربيع 337 قبل الميلاد، فإن هذا يعني أن كليوباترا أنجبت طفلين في 18-20 شهرًا.
وفقًا لجوستين، قتل الإسكندر كارانوس بعد فترة وجيزة من توليه الحكم عام 336 قبل الميلاد. كان من المرجح أن يخاف الإسكندر من أخٍ مراهق أكثر من خوفه من الرضيع كمنافس على العرش. يبدو من المحتمل أن كارانوس كان ابن إحدى زوجات فيليب الأخريات، إما فيلة أو فيلينا.
يذكر بوسانياس أن أوليمبياس كان مسؤولاً عن وفاة كليوباترا وابنها.